# Albenga
Albenga és un municipi italià a la província de Savona (regió de la Ligúria). L'any 2007 tenia 23.735 habitants.

## Història
Albium Ingaunum, segons Plini el Vell i Varró, o Albingaunum, segons Estrabó, Claudi Ptolemeu i els Itineraris, (grec antic: Ἀλβίγγαυνον) va ser una ciutat situada a la costa de Ligúria a uns 70 km a l'oest de Gènova, capital de la tribu dels ingaunis. Estrabó diu que es trobava a 370 estadis de Vada Sabata, una distància exagerada. En aquesta ciutat, que va ser un municipi romà important, i van ocupar les tropes d'Otó quan lluitaven contra Vitel·li, hi va néixer l'emperador Pròcul.
Al segle xv els espanyols els van portar la devoció a santa Eulàlia de Mèrida, l'església avui dia ha desaparegut, tot i que la gent del seu antic barri segueix formant part de la festa del «Palio dei Rioni ingauni»: el cap de setmana del quatre de Juliol, hi ha un desafiament entre els quatre barris històrics de la ciutat vella: Sant Joan, Santa Eulàlia, San Siro i Santa Maria; tots els participants dels districtes porten vestits medievals.

## Evolució demogràfica
| Gràfica d'evolució de Albenga entre 1861 i 2011 |
|                                                 |
| Font: ISTAT                                     |